# Joseph Kalathiparambil
Joseph Kalathiparambil (ur. 6 października 1952 w Vaduthala) – indyjski duchowny katolicki, arcybiskup metropolita Werapoly od 2016.

## Życiorys
13 marca 1978 otrzymał święcenia kapłańskie. Inkardynowany do archidiecezji Werapoly, został wikariuszem parafii katedralnej, zaś dwa lata później wyjechał na studia doktoranckie do Rzymu. Uzyskawszy w 1984 tytuł doktora prawa kanonicznego na Papieskim Uniwersytecie Urbaniana, został wicerektorem Papieskiego Kolegium Św. Pawła. W 1989 powrócił do diecezji i został kanclerzem kurii, zaś w 1998 otrzymał nominację na wikariusza generalnego.
19 kwietnia 2002 został mianowany przez Jana Pawła II biskupem indyjskiej diecezji Kalikat, w stanie Kerala. Sakry biskupiej 19 maja 2002 udzielił mu arcybiskup Daniel Acharuparambil. 
22 lutego 2011 Benedykt XVI mianował go sekretarzem Papieskiej Rady ds. Duszpasterstwa Migrantów i Podróżujących.
31 października 2016 papież Franciszek mianował go arcybiskupem metropolitą Werapoly. Ingres odbył się 18 grudnia 2016.